# 4868 Knushevia
4868 Knushevia(1989 UN2) là một tiểu hành tinh nằm trong vành đai tiểu hành tinh chính, được phát hiện ngày 27 tháng 10 năm 1989 bởi E. F. Helin ở Palomar. 4868 Knushevia (tiếng Ukraina: КНУШЕВІЯ; translit.: Knushevia) là một tiểu hành tinh đặt tên theo Kyiv University (full name tiếng Ukraina: Київський Національний Університет ім. Т.Шевченка, translit.: Кyivs'kyj Natsional'nyj Universytet іmeni (name) Shevchenka) in 2002. Tênd for the great achievement of the Kyiv University in the education, science và culture of Ukraine, one of the oldest và most prestigious universities in Ukraine.